# Antiquorum habet fida relatio
Antiquorum habet fida relatio è una bolla pontificia promulgata da papa Bonifacio VIII il 22 febbraio 1300 a indizione del primo Giubileo della storia.

## Contenuto
Con la bolla si richiedeva, per poter lucrare l'indulgenza plenaria, l'effettuazione da parte dei romani di 30 visite alle due basiliche di san Pietro e di san Paolo durante l'Anno santo, mentre ai pellegrini che venivano da fuori Roma erano richieste solo 15 visite. Non era imposta alcuna elemosina. Inoltre l'indulgenza plenaria per le pene temporali fu concessa anche ai pellegrini che non avevano potuto finire le visite per cause di forza maggiore, come pure a quelli deceduti lungo il viaggio o prima di terminare le visite.
Nella bolla si stabiliva anche che, in futuro, la Chiesa avrebbe dovuto tenere un Giubileo ogni cento anni.
La bolla è conservata presso la Biblioteca apostolica vaticana.